# AS Gubbio 1910
AS Gubbio 1910 is een Italiaanse voetbalclub uit Gubbio, in de regio Umbrië. De club werd opgericht in 1910 en keerde in seizoen 2011/12, na sinds 1948 in lagere divisies te hebben gespeeld, terug in de Serie B. Het bleef bij één jaar. Daarna werd een positie in de Serie C geconsolideerd.

## Eindklasseringen
| Seizoen | Competitie                          | Niveau | Eindstand | Coppa Italia | Opmerking                                       |
| ------- | ----------------------------------- | ------ | --------- | ------------ | ----------------------------------------------- |
| 2000/01 | Serie C2 Girone B                   | IV     | 12        | --           |                                                 |
| 2001/02 | Serie C2 Girone B                   | IV     | 7         | --           |                                                 |
| 2002/03 | Serie C2 Girone B                   | IV     | 3         | --           | Finale promotieserie > Rimini Calcio (0-1)      |
| 2003/04 | Serie C2 Girone B                   | IV     | 5         | --           | halve finale promotieserie                      |
| 2004/05 | Serie C2 Girone B                   | IV     | 6         | --           |                                                 |
| 2005/06 | Serie C2 Girone B                   | IV     | 13        | --           |                                                 |
| 2006/07 | Serie C2 Girone B                   | IV     | 11        | --           |                                                 |
| 2007/08 | Serie C2 Girone B                   | IV     | 10        | --           |                                                 |
| 2008/09 | Lega Pro Seconda Divisione Girone B | IV     | 8         | --           |                                                 |
| 2009/10 | Lega Pro Seconda Divisione Girone B | IV     | 3         | --           | winnaar promotieserie > San Marino Calcio (4-0) |
| 2010/11 | Lega Pro Prima Divisione Girone A   | III    | 1         | 2e ronde     |                                                 |
| 2011/12 | Serie B Girone B                    | II     | 21        | 4e ronde     |                                                 |
| 2012/13 | Lega Pro Prima Divisione Girone B   | III    | 8         | 1e ronde     |                                                 |
| 2013/14 | Lega Pro Prima Divisione Girone B   | III    | 12        | 2e ronde     |                                                 |
| 2014/15 | Lega Pro Girone B                   | III    | 16        | --           | verliezer play-out > Savona 1907 FBC (2-3)      |
| 2015/16 | Serie D Girone E                    | IV     | 1         | --           |                                                 |
| 2016/17 | Lega Pro Girone B                   | III    | 6         | --           | 1e ronde promotieserie                          |
| 2017/18 | Serie C Girone B                    | III    | 15        | 2e ronde     |                                                 |
| 2018/19 | Serie C Girone B                    | III    | 12        | --           |                                                 |
| 2019/20 | Serie C Girone B                    | III    | 15        | --           |                                                 |
| 2020/21 | Serie C Girone B                    | III    | 12        | --           |                                                 |
| 2021/22 | Serie C Girone B                    | III    | 7         | --           | 2e ronde promotieserie                          |
| 2022/23 | Serie C Girone B                    | III    | 5         | --           | 1e ronde promotieserie                          |
| 2023/24 | Serie C Girone B                    | III    | 5         | --           | 1e ronde promotieserie                          |
| 2024/25 | Serie C Girone B                    | III    | 11        | --           | 1e ronde promotieserie                          |